# Lista över fornlämningar i Timrå kommun
Lista över fornlämningar i Timrå kommun är en förteckning av ett urval av de fornlämningar som finns i Timrå kommun.

## Hässjö
| Namn                        | Lämningstyp                      | Tillkomsttid | Historisk indelning | Plats | Läge                 | ID-nr          | Bild                                      |
| --------------------------- | -------------------------------- | ------------ | ------------------- | ----- | -------------------- | -------------- | ----------------------------------------- |
| Hässjö 1:1                  | Röse                             |              | Hässjö, Medelpad    |       | 62.518764, 17.487773 | 10247100010001 | Ladda upp en bild av detta fornminne      |
| Hässjö 1:2                  | Röse                             |              | Hässjö, Medelpad    |       | 62.518854, 17.487623 | 10247100010002 | Ladda upp en bild av detta fornminne      |
| Hässjö 5:1                  | Röse                             |              | Hässjö, Medelpad    |       | 62.526156, 17.478656 | 10247100050001 | Ladda upp en bild av detta fornminne      |
| Hässjö 5:2                  | Stensättning                     |              | Hässjö, Medelpad    |       | 62.526082, 17.478841 | 10247100050002 | Ladda upp en bild av detta fornminne      |
| Hässjö 7:1                  | Hög                              |              | Hässjö, Medelpad    |       | 62.549744, 17.521772 | 10247100070001 | Ladda upp en bild av detta fornminne      |
| Hässjö 7:2                  | Hög                              |              | Hässjö, Medelpad    |       | 62.549947, 17.521579 | 10247100070002 | Ladda upp en bild av detta fornminne      |
| Hässjö 7:3                  | Husgrund, förhistorisk/medeltida |              | Hässjö, Medelpad    |       | 62.549752, 17.521462 | 10247100070003 | Ladda upp en bild av detta fornminne      |
| Hässjö 7:5                  | Husgrund, förhistorisk/medeltida |              | Hässjö, Medelpad    |       | 62.549363, 17.521059 | 10247100070005 | Ladda upp en bild av detta fornminne      |
| Hässjö 12:1                 | Hög                              |              | Hässjö, Medelpad    |       | 62.550019, 17.519202 | 10247100120001 | Ladda upp en bild av detta fornminne      |
| Hässjö 12:3                 | Stensättning                     |              | Hässjö, Medelpad    |       | 62.550066, 17.518527 | 10247100120003 | Ladda upp en bild av detta fornminne      |
| Hässjö 13:1                 | Kyrka/kapell                     |              | Hässjö, Medelpad    |       | 62.551145, 17.525145 | 10247100130001 | Ladda upp en bild av detta fornminne      |
| Hässjö 13:2                 | Begravningsplats                 |              | Hässjö, Medelpad    |       | 62.551097, 17.525166 | 10247100130002 | Ladda upp en bild av detta fornminne      |
| Hässjö 18:1                 | Röse                             |              | Hässjö, Medelpad    |       | 62.512718, 17.697430 | 10247100180001 | Ladda upp en bild av detta fornminne      |
| Hässjö 19:1                 | Röse                             |              | Hässjö, Medelpad    |       | 62.507695, 17.704628 | 10247100190001 | Ladda upp en bild av detta fornminne      |
| Hässjö 19:2                 | Röse                             |              | Hässjö, Medelpad    |       | 62.507812, 17.704865 | 10247100190002 | Ladda upp en bild av detta fornminne      |
| Hässjö 21:1                 | Stensättning                     |              | Hässjö, Medelpad    |       | 62.521175, 17.710379 | 10247100210001 | Ladda upp en bild av detta fornminne      |
| Hässjö 30:1                 | Hög                              |              | Hässjö, Medelpad    |       | 62.562191, 17.391423 | 10247100300001 | Ladda upp en bild av detta fornminne      |
| Hässjö 30:2                 | Hög                              |              | Hässjö, Medelpad    |       | 62.562060, 17.391197 | 10247100300002 | Ladda upp en bild av detta fornminne      |
| Hässjö 31:1                 | Röse                             |              | Hässjö, Medelpad    |       | 62.512776, 17.497125 | 10247100310001 | Ladda upp en bild av detta fornminne      |
| Hässjö 32:1                 | Stensättning                     |              | Hässjö, Medelpad    |       | 62.551188, 17.438479 | 10247100320001 | Ladda upp en bild av detta fornminne      |
| Hässjö 32:2                 | Stensättning                     |              | Hässjö, Medelpad    |       | 62.551260, 17.438667 | 10247100320002 | Ladda upp en bild av detta fornminne      |
| Hässjö 32:3                 | Stensättning                     |              | Hässjö, Medelpad    |       | 62.551549, 17.438666 | 10247100320003 | Ladda upp en bild av detta fornminne      |
| Hässjö 40:1                 | Stensättning                     |              | Hässjö, Medelpad    |       | 62.510732, 17.502409 | 10247100400001 | Ladda upp en bild av detta fornminne      |
| Hässjö 41:1                 | Stensättning                     |              | Hässjö, Medelpad    |       | 62.514856, 17.493566 | 10247100410001 | Ladda upp en till bild av detta fornminne |
| Hässjö 50:1                 | Stensättning                     |              | Hässjö, Medelpad    |       | 62.543632, 17.544546 | 10247100500001 | Ladda upp en bild av detta fornminne      |
| Hässjö 50:2                 | Röse                             |              | Hässjö, Medelpad    |       | 62.543881, 17.544219 | 10247100500002 | Ladda upp en bild av detta fornminne      |
| Hässjö 50:3                 | Stensättning                     |              | Hässjö, Medelpad    |       | 62.543777, 17.544274 | 10247100500003 | Ladda upp en bild av detta fornminne      |
| Hässjö 65:1                 | Hög                              |              | Hässjö, Medelpad    |       | 62.523359, 17.583404 | 10247100650001 | Ladda upp en bild av detta fornminne      |
| Hässjö 65:3                 | Stensättning                     |              | Hässjö, Medelpad    |       | 62.523324, 17.582960 | 10247100650003 | Ladda upp en bild av detta fornminne      |
| Hässjö 66:1                 | Hög                              |              | Hässjö, Medelpad    |       | 62.521359, 17.592050 | 10247100660001 | Ladda upp en bild av detta fornminne      |
| Hässjö 66:2                 | Hög                              |              | Hässjö, Medelpad    |       | 62.521473, 17.592312 | 10247100660002 | Ladda upp en bild av detta fornminne      |
| Hässjö 115:1                | Ristning, medeltid/historisk tid |              | Hässjö, Medelpad    |       | 62.524200, 17.503442 | 10247101150001 | Ladda upp en bild av detta fornminne      |
| Bodsjövallen (Hässjö 140:1) | Fäbod                            |              | Hässjö, Medelpad    |       | 62.596404, 17.527003 | 10247101400001 | Ladda upp en bild av detta fornminne      |

## Ljustorp
| Namn                                       | Lämningstyp                      | Tillkomsttid | Historisk indelning | Plats | Läge                 | ID-nr          | Bild                                      |
| ------------------------------------------ | -------------------------------- | ------------ | ------------------- | ----- | -------------------- | -------------- | ----------------------------------------- |
| Ljustorp 7:1                               | Gravfält                         |              | Ljustorp, Medelpad  |       | 62.627681, 17.333204 | 10247700070001 | Ladda upp en bild av detta fornminne      |
| Ljustorp 10:1                              | Röse                             |              | Ljustorp, Medelpad  |       | 62.601735, 17.393367 | 10247700100001 | Ladda upp en bild av detta fornminne      |
| Ljustorp 11:1                              | Hög                              |              | Ljustorp, Medelpad  |       | 62.614263, 17.354379 | 10247700110001 | Ladda upp en till bild av detta fornminne |
| Ljustorp 12:1                              | Gravfält                         |              | Ljustorp, Medelpad  |       | 62.614587, 17.357587 | 10247700120001 | Ladda upp en till bild av detta fornminne |
| Ljustorp 13:1                              | Hög                              |              | Ljustorp, Medelpad  |       | 62.632928, 17.333545 | 10247700130001 | Ladda upp en bild av detta fornminne      |
| Ljustorp 14:1                              | Hög                              |              | Ljustorp, Medelpad  |       | 62.648836, 17.316216 | 10247700140001 | Ladda upp en bild av detta fornminne      |
| Lövbergskyrkan (Ljustorp 15:1)             | Röse                             |              | Ljustorp, Medelpad  |       | 62.645089, 17.295094 | 10247700150001 | Ladda upp en bild av detta fornminne      |
| Ljustorp 16:1                              | Gravfält                         |              | Ljustorp, Medelpad  |       | 62.612325, 17.383446 | 10247700160001 | Ladda upp en bild av detta fornminne      |
| Trollkyrkan (Ljustorp 19:1)                | Röse                             |              | Ljustorp, Medelpad  |       | 62.652984, 17.362460 | 10247700190001 | Ladda upp en bild av detta fornminne      |
| Ljustorp 21:1                              | Hög                              |              | Ljustorp, Medelpad  |       | 62.594094, 17.415903 | 10247700210001 | Ladda upp en bild av detta fornminne      |
| Ljustorp 23:1                              | Hög                              |              | Ljustorp, Medelpad  |       | 62.602641, 17.404763 | 10247700230001 | Ladda upp en bild av detta fornminne      |
| Ljustorp 23:2                              | Hög                              |              | Ljustorp, Medelpad  |       | 62.602647, 17.404542 | 10247700230002 | Ladda upp en bild av detta fornminne      |
| Ljustorp 23:3                              | Stensättning                     |              | Ljustorp, Medelpad  |       | 62.602577, 17.404379 | 10247700230003 | Ladda upp en bild av detta fornminne      |
| Ljustorp 23:4                              | Hög                              |              | Ljustorp, Medelpad  |       | 62.602525, 17.405393 | 10247700230004 | Ladda upp en bild av detta fornminne      |
| Ljustorp 24:1                              | Hög                              |              | Ljustorp, Medelpad  |       | 62.650789, 17.317377 | 10247700240001 | Ladda upp en bild av detta fornminne      |
| Ljustorp 24:2                              | Hög                              |              | Ljustorp, Medelpad  |       | 62.650747, 17.317639 | 10247700240002 | Ladda upp en bild av detta fornminne      |
| Ljustorp 26:1                              | Ristning, medeltid/historisk tid |              | Ljustorp, Medelpad  |       | 62.607132, 17.349966 | 10247700260001 | Ladda upp en bild av detta fornminne      |
| Ljustorp 27:1                              | Hög                              |              | Ljustorp, Medelpad  |       | 62.614160, 17.387610 | 10247700270001 | Ladda upp en bild av detta fornminne      |
| Ljustorp 96:1                              | Stensättning                     |              | Ljustorp, Medelpad  |       | 62.587659, 17.390741 | 10247700960001 | Ladda upp en bild av detta fornminne      |
| Finntorpet (Ljustorp 107:1)                | Husgrund, historisk tid          |              | Ljustorp, Medelpad  |       | 62.673037, 17.467221 | 10247701070001 | Ladda upp en bild av detta fornminne      |
| Ljustorp 108:1                             | Stensättning                     |              | Ljustorp, Medelpad  |       | 62.614425, 17.355601 | 10247701080001 | Ladda upp en till bild av detta fornminne |
| Ljustorp 109:1                             | Hög                              |              | Ljustorp, Medelpad  |       | 62.614913, 17.353139 | 10247701090001 | Ladda upp en till bild av detta fornminne |
| Ljustorp 110:1                             | Hög                              |              | Ljustorp, Medelpad  |       | 62.617067, 17.351929 | 10247701100001 | Ladda upp en bild av detta fornminne      |
| Ljustorp 110:2                             | Hög                              |              | Ljustorp, Medelpad  |       | 62.617082, 17.351622 | 10247701100002 | Ladda upp en bild av detta fornminne      |
| Ljustorp 110:3                             | Hög                              |              | Ljustorp, Medelpad  |       | 62.617075, 17.351384 | 10247701100003 | Ladda upp en bild av detta fornminne      |
| Ljustorp 110:4                             | Hög                              |              | Ljustorp, Medelpad  |       | 62.617155, 17.351200 | 10247701100004 | Ladda upp en bild av detta fornminne      |
| Ljustorp 111:1                             | Hög                              |              | Ljustorp, Medelpad  |       | 62.617584, 17.348100 | 10247701110001 | Ladda upp en bild av detta fornminne      |
| Ljustorp 111:2                             | Hög                              |              | Ljustorp, Medelpad  |       | 62.617354, 17.348463 | 10247701110002 | Ladda upp en bild av detta fornminne      |
| Ljustorp 125:1                             | Ristning, medeltid/historisk tid |              | Ljustorp, Medelpad  |       | 62.582829, 17.362641 | 10247701250001 | Ladda upp en bild av detta fornminne      |
| Ljustorp 131:1                             | Stensättning                     |              | Ljustorp, Medelpad  |       | 62.580059, 17.398527 | 10247701310001 | Ladda upp en bild av detta fornminne      |
| Ljustorp 156:1                             | Röse                             |              | Ljustorp, Medelpad  |       | 62.660670, 17.332144 | 10247701560001 | Ladda upp en bild av detta fornminne      |
| Ljustorp 160:1                             | Hög                              |              | Ljustorp, Medelpad  |       | 62.638139, 17.330453 | 10247701600001 | Ladda upp en bild av detta fornminne      |
| Ljustorp 179:1                             | Hög                              |              | Ljustorp, Medelpad  |       | 62.634631, 17.334452 | 10247701790001 | Ladda upp en bild av detta fornminne      |
| Överåsens gamla fäbodvall (Ljustorp 180:1) | Fäbod                            |              | Ljustorp, Medelpad  |       | 62.697680, 17.278314 | 10247701800001 | Ladda upp en bild av detta fornminne      |
| Björkomsbodarna (Ljustorp 198:1)           | Fäbod                            |              | Ljustorp, Medelpad  |       | 62.634089, 17.211006 | 10247701980001 | Ladda upp en bild av detta fornminne      |
| Frötuna fäbodvall (Ljustorp 201:1)         | Fäbod                            |              | Ljustorp, Medelpad  |       | 62.589330, 17.302789 | 10247702010001 | Ladda upp en bild av detta fornminne      |
| Prästfäbodarna (Ljustorp 231:1)            | Fäbod                            |              | Ljustorp, Medelpad  |       | 62.628845, 17.251977 | 10247702310001 | Ladda upp en bild av detta fornminne      |
| Öppomsbodarna (Ljustorp 232:1)             | Fäbod                            |              | Ljustorp, Medelpad  |       | 62.609887, 17.246515 | 10247702320001 | Ladda upp en bild av detta fornminne      |
| Mellbergs gamla fäbodar (Ljustorp 243:1)   | Fäbod                            |              | Ljustorp, Medelpad  |       | 62.618949, 17.256435 | 10247702430001 | Ladda upp en bild av detta fornminne      |
| Ljustorp 330:1                             | Röse                             |              | Ljustorp, Medelpad  |       | 62.662473, 17.285943 | 10247703300001 | Ladda upp en bild av detta fornminne      |
| Ljustorp 330:2                             | Stensättning                     |              | Ljustorp, Medelpad  |       | 62.662505, 17.285678 | 10247703300002 | Ladda upp en bild av detta fornminne      |
| Ljustorp 330:3                             | Stensättning                     |              | Ljustorp, Medelpad  |       | 62.662346, 17.285946 | 10247703300003 | Ladda upp en bild av detta fornminne      |

## Timrå
| Namn                    | Lämningstyp                 | Tillkomsttid | Historisk indelning | Plats | Läge                 | ID-nr          | Bild                                 |
| ----------------------- | --------------------------- | ------------ | ------------------- | ----- | -------------------- | -------------- | ------------------------------------ |
| Brushammarn (Timrå 2:1) | Gravfält                    |              | Timrå, Medelpad     |       | 62.460633, 17.244259 | 10250100020001 | Ladda upp en bild av detta fornminne |
| Timrå 3:1               | Röse                        |              | Timrå, Medelpad     |       | 62.459681, 17.241676 | 10250100030001 | Ladda upp en bild av detta fornminne |
| Timrå 4:1               | Hög                         |              | Timrå, Medelpad     |       | 62.462653, 17.244538 | 10250100040001 | Ladda upp en bild av detta fornminne |
| Timrå 4:2               | Hög                         |              | Timrå, Medelpad     |       | 62.462383, 17.245020 | 10250100040002 | Ladda upp en bild av detta fornminne |
| Timrå 4:3               | Hög                         |              | Timrå, Medelpad     |       | 62.462483, 17.244221 | 10250100040003 | Ladda upp en bild av detta fornminne |
| Timrå 5:1               | Röse                        |              | Timrå, Medelpad     |       | 62.455671, 17.260767 | 10250100050001 | Ladda upp en bild av detta fornminne |
| Timrå 6:1               | Hög                         |              | Timrå, Medelpad     |       | 62.459450, 17.263529 | 10250100060001 | Ladda upp en bild av detta fornminne |
| Timrå 6:2               | Hög                         |              | Timrå, Medelpad     |       | 62.459600, 17.263639 | 10250100060002 | Ladda upp en bild av detta fornminne |
| Timrå 6:3               | Stensättning                |              | Timrå, Medelpad     |       | 62.459394, 17.263790 | 10250100060003 | Ladda upp en bild av detta fornminne |
| Timrå 8:1               | Hög                         |              | Timrå, Medelpad     |       | 62.473019, 17.291648 | 10250100080001 | Ladda upp en bild av detta fornminne |
| Timrå 8:2               | Hög                         |              | Timrå, Medelpad     |       | 62.472607, 17.292183 | 10250100080002 | Ladda upp en bild av detta fornminne |
| Timrå 9:1               | Hög                         |              | Timrå, Medelpad     |       | 62.472402, 17.298644 | 10250100090001 | Ladda upp en bild av detta fornminne |
| Timrå 10:1              | Hög                         |              | Timrå, Medelpad     |       | 62.473968, 17.295416 | 10250100100001 | Ladda upp en bild av detta fornminne |
| Timrå 10:2              | Hög                         |              | Timrå, Medelpad     |       | 62.473797, 17.295487 | 10250100100002 | Ladda upp en bild av detta fornminne |
| Timrå 10:3              | Hög                         |              | Timrå, Medelpad     |       | 62.473803, 17.295146 | 10250100100003 | Ladda upp en bild av detta fornminne |
| Timrå 11:1              | Stensättning                |              | Timrå, Medelpad     |       | 62.473486, 17.304571 | 10250100110001 | Ladda upp en bild av detta fornminne |
| Timrå 11:2              | Stensättning                |              | Timrå, Medelpad     |       | 62.473409, 17.304750 | 10250100110002 | Ladda upp en bild av detta fornminne |
| Timrå 12:1              | Stensättning                |              | Timrå, Medelpad     |       | 62.480737, 17.296243 | 10250100120001 | Ladda upp en bild av detta fornminne |
| Timrå 13:1              | Hög                         |              | Timrå, Medelpad     |       | 62.477351, 17.307974 | 10250100130001 | Ladda upp en bild av detta fornminne |
| Timrå 13:2              | Hög                         |              | Timrå, Medelpad     |       | 62.477227, 17.308222 | 10250100130002 | Ladda upp en bild av detta fornminne |
| Timrå 14:1              | Hög                         |              | Timrå, Medelpad     |       | 62.467207, 17.242238 | 10250100140001 | Ladda upp en bild av detta fornminne |
| Timrå 15:1              | Hög                         |              | Timrå, Medelpad     |       | 62.467345, 17.239828 | 10250100150001 | Ladda upp en bild av detta fornminne |
| Timrå 16:1              | Hög                         |              | Timrå, Medelpad     |       | 62.467283, 17.239287 | 10250100160001 | Ladda upp en bild av detta fornminne |
| Timrå 17:1              | Hög                         |              | Timrå, Medelpad     |       | 62.465672, 17.240812 | 10250100170001 | Ladda upp en bild av detta fornminne |
| B vsv (Timrå 21:1)      | Hög                         |              | Timrå, Medelpad     |       | 62.470504, 17.241720 | 10250100210001 | Ladda upp en bild av detta fornminne |
| B vsv (Timrå 21:2)      | Stensättning                |              | Timrå, Medelpad     |       | 62.470615, 17.241736 | 10250100210002 | Ladda upp en bild av detta fornminne |
| B vsv (Timrå 21:3)      | Stensättning                |              | Timrå, Medelpad     |       | 62.470385, 17.241716 | 10250100210003 | Ladda upp en bild av detta fornminne |
| B vsv (Timrå 21:4)      | Stensättning                |              | Timrå, Medelpad     |       | 62.470279, 17.241576 | 10250100210004 | Ladda upp en bild av detta fornminne |
| Timrå 23:1              | Hög                         |              | Timrå, Medelpad     |       | 62.469301, 17.259578 | 10250100230001 | Ladda upp en bild av detta fornminne |
| Timrå 23:2              | Hög                         |              | Timrå, Medelpad     |       | 62.469186, 17.259395 | 10250100230002 | Ladda upp en bild av detta fornminne |
| Timrå 24:1              | Stensättning                |              | Timrå, Medelpad     |       | 62.469487, 17.258635 | 10250100240001 | Ladda upp en bild av detta fornminne |
| Timrå 24:3              | Stensättning                |              | Timrå, Medelpad     |       | 62.469836, 17.258792 | 10250100240003 | Ladda upp en bild av detta fornminne |
| Timrå 24:4              | Stensättning                |              | Timrå, Medelpad     |       | 62.469842, 17.259217 | 10250100240004 | Ladda upp en bild av detta fornminne |
| Timrå 25:1              | Gravfält                    |              | Timrå, Medelpad     |       | 62.472648, 17.263968 | 10250100250001 | Ladda upp en bild av detta fornminne |
| Timrå 26:1              | Hög                         |              | Timrå, Medelpad     |       | 62.469030, 17.270664 | 10250100260001 | Ladda upp en bild av detta fornminne |
| Timrå 27:1              | Hög                         |              | Timrå, Medelpad     |       | 62.469954, 17.269020 | 10250100270001 | Ladda upp en bild av detta fornminne |
| Timrå 28:1              | Stensättning                |              | Timrå, Medelpad     |       | 62.470966, 17.264075 | 10250100280001 | Ladda upp en bild av detta fornminne |
| Timrå 30:1              | Hög                         |              | Timrå, Medelpad     |       | 62.471868, 17.285613 | 10250100300001 | Ladda upp en bild av detta fornminne |
| Timrå 30:2              | Hög                         |              | Timrå, Medelpad     |       | 62.471768, 17.285819 | 10250100300002 | Ladda upp en bild av detta fornminne |
| Timrå 30:3              | Hög                         |              | Timrå, Medelpad     |       | 62.471881, 17.285862 | 10250100300003 | Ladda upp en bild av detta fornminne |
| Timrå 31:1              | Röse                        |              | Timrå, Medelpad     |       | 62.466138, 17.208813 | 10250100310001 | Ladda upp en bild av detta fornminne |
| Timrå 31:2              | Röse                        |              | Timrå, Medelpad     |       | 62.466088, 17.209090 | 10250100310002 | Ladda upp en bild av detta fornminne |
| Kläppen (Timrå 32:1)    | Hög                         |              | Timrå, Medelpad     |       | 62.464504, 17.255603 | 10250100320001 | Ladda upp en bild av detta fornminne |
| Timrå 33:1              | Hög                         |              | Timrå, Medelpad     |       | 62.465770, 17.263748 | 10250100330001 | Ladda upp en bild av detta fornminne |
| Timrå 33:2              | Hög                         |              | Timrå, Medelpad     |       | 62.465770, 17.262871 | 10250100330002 | Ladda upp en bild av detta fornminne |
| Timrå 33:3              | Hög                         |              | Timrå, Medelpad     |       | 62.465755, 17.262580 | 10250100330003 | Ladda upp en bild av detta fornminne |
| Timrå 33:4              | Hög                         |              | Timrå, Medelpad     |       | 62.465745, 17.261792 | 10250100330004 | Ladda upp en bild av detta fornminne |
| Timrå 34:1              | Grav markerad av sten/block |              | Timrå, Medelpad     |       | 62.474703, 17.290827 | 10250100340001 | Ladda upp en bild av detta fornminne |
| Timrå 35:1              | Hög                         |              | Timrå, Medelpad     |       | 62.475848, 17.291571 | 10250100350001 | Ladda upp en bild av detta fornminne |
| Timrå 35:2              | Hög                         |              | Timrå, Medelpad     |       | 62.475863, 17.292022 | 10250100350002 | Ladda upp en bild av detta fornminne |
| Timrå 36:1              | Gravfält                    |              | Timrå, Medelpad     |       | 62.474548, 17.287594 | 10250100360001 | Ladda upp en bild av detta fornminne |
| Timrå 37:1              | Hög                         |              | Timrå, Medelpad     |       | 62.475088, 17.288408 | 10250100370001 | Ladda upp en bild av detta fornminne |
| Timrå 38:1              | Hög                         |              | Timrå, Medelpad     |       | 62.470895, 17.283132 | 10250100380001 | Ladda upp en bild av detta fornminne |
| Timrå 38:2              | Stensättning                |              | Timrå, Medelpad     |       | 62.470820, 17.283478 | 10250100380002 | Ladda upp en bild av detta fornminne |
| Timrå 42:1              | Hög                         |              | Timrå, Medelpad     |       | 62.470657, 17.305223 | 10250100420001 | Ladda upp en bild av detta fornminne |
| Timrå 43:1              | Hög                         |              | Timrå, Medelpad     |       | 62.472168, 17.292262 | 10250100430001 | Ladda upp en bild av detta fornminne |
| Timrå 44:1              | Hög                         |              | Timrå, Medelpad     |       | 62.481054, 17.303775 | 10250100440001 | Ladda upp en bild av detta fornminne |
| Borgberget (Timrå 51:1) | Fornborg                    |              | Timrå, Medelpad     |       | 62.527543, 17.353150 | 10250100510001 | Ladda upp en bild av detta fornminne |
| Timrå 53:1              | Hög                         |              | Timrå, Medelpad     |       | 62.536986, 17.365981 | 10250100530001 | Ladda upp en bild av detta fornminne |
| Timrå 53:2              | Stensättning                |              | Timrå, Medelpad     |       | 62.537372, 17.366370 | 10250100530002 | Ladda upp en bild av detta fornminne |
| Timrå 56:1              | Hög                         |              | Timrå, Medelpad     |       | 62.536150, 17.359474 | 10250100560001 | Ladda upp en bild av detta fornminne |
| Timrå 57:1              | Röse                        |              | Timrå, Medelpad     |       | 62.538443, 17.374983 | 10250100570001 | Ladda upp en bild av detta fornminne |
| Timrå 58:1              | Röse                        |              | Timrå, Medelpad     |       | 62.528487, 17.369106 | 10250100580001 | Ladda upp en bild av detta fornminne |
| Timrå 104:1             | Hög                         |              | Timrå, Medelpad     |       | 62.460997, 17.241399 | 10250101040001 | Ladda upp en bild av detta fornminne |

## Tynderö
| Namn          | Lämningstyp                      | Tillkomsttid | Historisk indelning | Plats | Läge                 | ID-nr          | Bild                                 |
| ------------- | -------------------------------- | ------------ | ------------------- | ----- | -------------------- | -------------- | ------------------------------------ |
| Tynderö 1:1   | Hög                              |              | Tynderö, Medelpad   |       | 62.448878, 17.616108 | 10250600010001 | Ladda upp en bild av detta fornminne |
| Tynderö 2:1   | Röse                             |              | Tynderö, Medelpad   |       | 62.447910, 17.617691 | 10250600020001 | Ladda upp en bild av detta fornminne |
| Tynderö 2:2   | Stensättning                     |              | Tynderö, Medelpad   |       | 62.447631, 17.617246 | 10250600020002 | Ladda upp en bild av detta fornminne |
| Tynderö 6:1   | Stensättning                     |              | Tynderö, Medelpad   |       | 62.453788, 17.622466 | 10250600060001 | Ladda upp en bild av detta fornminne |
| Tynderö 6:2   | Stensättning                     |              | Tynderö, Medelpad   |       | 62.453885, 17.622532 | 10250600060002 | Ladda upp en bild av detta fornminne |
| Tynderö 7:1   | Röse                             |              | Tynderö, Medelpad   |       | 62.454427, 17.623967 | 10250600070001 | Ladda upp en bild av detta fornminne |
| Tynderö 7:2   | Röse                             |              | Tynderö, Medelpad   |       | 62.454333, 17.624064 | 10250600070002 | Ladda upp en bild av detta fornminne |
| Tynderö 9:1   | Röse                             |              | Tynderö, Medelpad   |       | 62.442877, 17.623637 | 10250600090001 | Ladda upp en bild av detta fornminne |
| Tynderö 11:1  | Röse                             |              | Tynderö, Medelpad   |       | 62.446802, 17.638766 | 10250600110001 | Ladda upp en bild av detta fornminne |
| Tynderö 11:2  | Stensättning                     |              | Tynderö, Medelpad   |       | 62.446874, 17.638331 | 10250600110002 | Ladda upp en bild av detta fornminne |
| Tynderö 12:1  | Stensättning                     |              | Tynderö, Medelpad   |       | 62.446400, 17.640118 | 10250600120001 | Ladda upp en bild av detta fornminne |
| Tynderö 13:1  | Stensättning                     |              | Tynderö, Medelpad   |       | 62.447023, 17.634324 | 10250600130001 | Ladda upp en bild av detta fornminne |
| Tynderö 14:1  | Gravfält                         |              | Tynderö, Medelpad   |       | 62.455876, 17.651389 | 10250600140001 | Ladda upp en bild av detta fornminne |
| Tynderö 15:1  | Röse                             |              | Tynderö, Medelpad   |       | 62.458214, 17.652024 | 10250600150001 | Ladda upp en bild av detta fornminne |
| Tynderö 16:1  | Röse                             |              | Tynderö, Medelpad   |       | 62.450962, 17.649726 | 10250600160001 | Ladda upp en bild av detta fornminne |
| Tynderö 16:2  | Stensättning                     |              | Tynderö, Medelpad   |       | 62.450609, 17.650006 | 10250600160002 | Ladda upp en bild av detta fornminne |
| Tynderö 17:1  | Hög                              |              | Tynderö, Medelpad   |       | 62.449768, 17.654821 | 10250600170001 | Ladda upp en bild av detta fornminne |
| Tynderö 17:2  | Hög                              |              | Tynderö, Medelpad   |       | 62.449805, 17.654447 | 10250600170002 | Ladda upp en bild av detta fornminne |
| Tynderö 18:1  | Stensättning                     |              | Tynderö, Medelpad   |       | 62.449669, 17.657554 | 10250600180001 | Ladda upp en bild av detta fornminne |
| Tynderö 18:2  | Stensättning                     |              | Tynderö, Medelpad   |       | 62.449700, 17.657261 | 10250600180002 | Ladda upp en bild av detta fornminne |
| Tynderö 19:1  | Röse                             |              | Tynderö, Medelpad   |       | 62.449191, 17.656087 | 10250600190001 | Ladda upp en bild av detta fornminne |
| Tynderö 20:1  | Röse                             |              | Tynderö, Medelpad   |       | 62.451640, 17.637468 | 10250600200001 | Ladda upp en bild av detta fornminne |
| Tynderö 21:1  | Hög                              |              | Tynderö, Medelpad   |       | 62.448591, 17.654270 | 10250600210001 | Ladda upp en bild av detta fornminne |
| Tynderö 22:1  | Hög                              |              | Tynderö, Medelpad   |       | 62.448154, 17.656226 | 10250600220001 | Ladda upp en bild av detta fornminne |
| Tynderö 24:1  | Hög                              |              | Tynderö, Medelpad   |       | 62.448069, 17.657809 | 10250600240001 | Ladda upp en bild av detta fornminne |
| Tynderö 24:2  | Stensättning                     |              | Tynderö, Medelpad   |       | 62.448040, 17.658144 | 10250600240002 | Ladda upp en bild av detta fornminne |
| Tynderö 25:1  | Röse                             |              | Tynderö, Medelpad   |       | 62.447224, 17.646633 | 10250600250001 | Ladda upp en bild av detta fornminne |
| Tynderö 26:1  | Gravfält                         |              | Tynderö, Medelpad   |       | 62.446915, 17.647524 | 10250600260001 | Ladda upp en bild av detta fornminne |
| Tynderö 28:1  | Stensättning                     |              | Tynderö, Medelpad   |       | 62.445481, 17.648957 | 10250600280001 | Ladda upp en bild av detta fornminne |
| Tynderö 29:1  | Stensättning                     |              | Tynderö, Medelpad   |       | 62.446679, 17.670708 | 10250600290001 | Ladda upp en bild av detta fornminne |
| Tynderö 30:1  | Stensättning                     |              | Tynderö, Medelpad   |       | 62.442121, 17.614125 | 10250600300001 | Ladda upp en bild av detta fornminne |
| Tynderö 31:1  | Hög                              |              | Tynderö, Medelpad   |       | 62.442977, 17.612702 | 10250600310001 | Ladda upp en bild av detta fornminne |
| Tynderö 32:1  | Hög                              |              | Tynderö, Medelpad   |       | 62.443016, 17.611491 | 10250600320001 | Ladda upp en bild av detta fornminne |
| Tynderö 32:2  | Stensättning                     |              | Tynderö, Medelpad   |       | 62.443209, 17.611374 | 10250600320002 | Ladda upp en bild av detta fornminne |
| Tynderö 32:3  | Stensättning                     |              | Tynderö, Medelpad   |       | 62.443303, 17.611548 | 10250600320003 | Ladda upp en bild av detta fornminne |
| Tynderö 33:1  | Stensättning                     |              | Tynderö, Medelpad   |       | 62.443221, 17.600013 | 10250600330001 | Ladda upp en bild av detta fornminne |
| Tynderö 34:1  | Hög                              |              | Tynderö, Medelpad   |       | 62.445840, 17.598454 | 10250600340001 | Ladda upp en bild av detta fornminne |
| Tynderö 34:2  | Stensättning                     |              | Tynderö, Medelpad   |       | 62.445967, 17.598249 | 10250600340002 | Ladda upp en bild av detta fornminne |
| Tynderö 34:3  | Hög                              |              | Tynderö, Medelpad   |       | 62.446126, 17.597868 | 10250600340003 | Ladda upp en bild av detta fornminne |
| Tynderö 36:1  | Stensättning                     |              | Tynderö, Medelpad   |       | 62.439919, 17.594438 | 10250600360001 | Ladda upp en bild av detta fornminne |
| Tynderö 37:1  | Röse                             |              | Tynderö, Medelpad   |       | 62.440781, 17.592813 | 10250600370001 | Ladda upp en bild av detta fornminne |
| Tynderö 38:1  | Stensättning                     |              | Tynderö, Medelpad   |       | 62.441285, 17.591437 | 10250600380001 | Ladda upp en bild av detta fornminne |
| Tynderö 38:2  | Stensättning                     |              | Tynderö, Medelpad   |       | 62.441705, 17.591190 | 10250600380002 | Ladda upp en bild av detta fornminne |
| Tynderö 39:1  | Röse                             |              | Tynderö, Medelpad   |       | 62.447144, 17.584412 | 10250600390001 | Ladda upp en bild av detta fornminne |
| Tynderö 39:2  | Stensättning                     |              | Tynderö, Medelpad   |       | 62.447363, 17.584630 | 10250600390002 | Ladda upp en bild av detta fornminne |
| Tynderö 40:1  | Röse                             |              | Tynderö, Medelpad   |       | 62.449087, 17.563137 | 10250600400001 | Ladda upp en bild av detta fornminne |
| Tynderö 40:2  | Röse                             |              | Tynderö, Medelpad   |       | 62.448898, 17.563029 | 10250600400002 | Ladda upp en bild av detta fornminne |
| Tynderö 40:3  | Röse                             |              | Tynderö, Medelpad   |       | 62.448832, 17.563596 | 10250600400003 | Ladda upp en bild av detta fornminne |
| Tynderö 41:1  | Röse                             |              | Tynderö, Medelpad   |       | 62.445964, 17.566312 | 10250600410001 | Ladda upp en bild av detta fornminne |
| Tynderö 41:2  | Röse                             |              | Tynderö, Medelpad   |       | 62.445872, 17.566653 | 10250600410002 | Ladda upp en bild av detta fornminne |
| Tynderö 41:3  | Röse                             |              | Tynderö, Medelpad   |       | 62.445732, 17.566605 | 10250600410003 | Ladda upp en bild av detta fornminne |
| Tynderö 41:4  | Röse                             |              | Tynderö, Medelpad   |       | 62.445680, 17.567266 | 10250600410004 | Ladda upp en bild av detta fornminne |
| Tynderö 42:1  | Stensättning                     |              | Tynderö, Medelpad   |       | 62.444169, 17.567439 | 10250600420001 | Ladda upp en bild av detta fornminne |
| Tynderö 43:1  | Röse                             |              | Tynderö, Medelpad   |       | 62.443524, 17.569592 | 10250600430001 | Ladda upp en bild av detta fornminne |
| Tynderö 44:1  | Röse                             |              | Tynderö, Medelpad   |       | 62.445163, 17.565364 | 10250600440001 | Ladda upp en bild av detta fornminne |
| Tynderö 44:2  | Stensättning                     |              | Tynderö, Medelpad   |       | 62.445320, 17.565459 | 10250600440002 | Ladda upp en bild av detta fornminne |
| Tynderö 44:3  | Stensättning                     |              | Tynderö, Medelpad   |       | 62.445246, 17.565654 | 10250600440003 | Ladda upp en bild av detta fornminne |
| Tynderö 45:1  | Röse                             |              | Tynderö, Medelpad   |       | 62.452033, 17.551105 | 10250600450001 | Ladda upp en bild av detta fornminne |
| Tynderö 45:2  | Röse                             |              | Tynderö, Medelpad   |       | 62.451937, 17.551485 | 10250600450002 | Ladda upp en bild av detta fornminne |
| Tynderö 48:1  | Röse                             |              | Tynderö, Medelpad   |       | 62.449623, 17.587078 | 10250600480001 | Ladda upp en bild av detta fornminne |
| Tynderö 49:1  | Röse                             |              | Tynderö, Medelpad   |       | 62.450416, 17.560617 | 10250600490001 | Ladda upp en bild av detta fornminne |
| Tynderö 50:1  | Röse                             |              | Tynderö, Medelpad   |       | 62.450591, 17.562774 | 10250600500001 | Ladda upp en bild av detta fornminne |
| Tynderö 51:1  | Stensättning                     |              | Tynderö, Medelpad   |       | 62.451411, 17.549180 | 10250600510001 | Ladda upp en bild av detta fornminne |
| Tynderö 53:1  | Röse                             |              | Tynderö, Medelpad   |       | 62.453985, 17.545841 | 10250600530001 | Ladda upp en bild av detta fornminne |
| Tynderö 54:1  | Stensättning                     |              | Tynderö, Medelpad   |       | 62.457748, 17.539573 | 10250600540001 | Ladda upp en bild av detta fornminne |
| Tynderö 58:1  | Röse                             |              | Tynderö, Medelpad   |       | 62.434273, 17.701164 | 10250600580001 | Ladda upp en bild av detta fornminne |
| Tynderö 59:1  | Röse                             |              | Tynderö, Medelpad   |       | 62.434370, 17.704086 | 10250600590001 | Ladda upp en bild av detta fornminne |
| Tynderö 60:1  | Röse                             |              | Tynderö, Medelpad   |       | 62.435161, 17.639163 | 10250600600001 | Ladda upp en bild av detta fornminne |
| Tynderö 60:3  | Röse                             |              | Tynderö, Medelpad   |       | 62.435459, 17.639384 | 10250600600003 | Ladda upp en bild av detta fornminne |
| Tynderö 62:1  | Röse                             |              | Tynderö, Medelpad   |       | 62.400745, 17.721565 | 10250600620001 | Ladda upp en bild av detta fornminne |
| Tynderö 71:1  | Stensättning                     |              | Tynderö, Medelpad   |       | 62.429730, 17.647568 | 10250600710001 | Ladda upp en bild av detta fornminne |
| Tynderö 72:1  | Stensättning                     |              | Tynderö, Medelpad   |       | 62.440986, 17.699846 | 10250600720001 | Ladda upp en bild av detta fornminne |
| Tynderö 74:1  | Stensättning                     |              | Tynderö, Medelpad   |       | 62.434396, 17.699886 | 10250600740001 | Ladda upp en bild av detta fornminne |
| Tynderö 77:1  | Röse                             |              | Tynderö, Medelpad   |       | 62.441970, 17.698695 | 10250600770001 | Ladda upp en bild av detta fornminne |
| Tynderö 88:1  | Stensättning                     |              | Tynderö, Medelpad   |       | 62.445799, 17.623560 | 10250600880001 | Ladda upp en bild av detta fornminne |
| Tynderö 93:1  | Röse                             |              | Tynderö, Medelpad   |       | 62.444567, 17.608245 | 10250600930001 | Ladda upp en bild av detta fornminne |
| Tynderö 102:1 | Hög                              |              | Tynderö, Medelpad   |       | 62.448577, 17.657402 | 10250601020001 | Ladda upp en bild av detta fornminne |
| Tynderö 132   | Ristning, medeltid/historisk tid |              | Tynderö, Medelpad   |       | 62.448767, 17.695021 | 12000000134573 | Ladda upp en bild av detta fornminne |